# Akademia Nauk Pedagogicznych ZSRR
Akademia Nauk Pedagogicznych ZSRR (ros. Академия педагогических наук СССР) – rosyjska instytucja naukowa zajmująca się prowadzeniem i koordynacją badań w dziedzinie oświaty i wychowania z główną siedzibą w Moskwie, istniejąca w latach 1943–1991. 
Akademia została powołana w 1943. Pierwszym prezesem był Władimir Potiomkin (ludowy komisarz oświaty Rosyjskiej Federacyjnej Socjalistycznej Republiki Radzieckiej), a ostatnim G. Kostomarow.
Zadania Akademii obejmowały m.in.:
- współdziałanie z władzami oświatowymi w rozwijaniu oświaty i wychowania w ZSRR
- opracowywanie zagadnień pedagogiki ogólnej i specjalnej, w tym historii pedagogiki
- opracowywanie zagadnień różnych dziedzin wychowania, metodyk przedmiotowych, psychologii oraz higieny szkolnej
- koordynację badań nad problemami wychowania i oświaty w ZSRR.

Do Akademii Nauk Pedagogicznych należała Biblioteka Uszyńskiego – jedna z największych na świecie bibliotek pedagogicznych. 
19 grudnia 1991 na bazie ANP powstała Rosyjska Akademia Oświaty (Российская академия образования).